# Хуан Пальма
Хуан Пальма (ісп. Juan Palma, нар. 18 липня 1999, Пуерто-Карреньйо) — колумбійський футболіст, півзахисник клубу «Онсе Кальдас».

## Клубна кар'єра
Народився 18 липня 1999 року в місті Пуерто-Карреньйо. Вихованець футбольної школи клубу «Онсе Кальдас». 20 березня 2018 року в матчі проти «Ріонегро Агілас» він дебютував у чемпіонаті Колумбії.

## Виступи за збірну
2019 року залучався до складу молодіжної збірної Колумбії до 20 років. У її складі брав участь у молодіжному чемпіонаті світу 2019 року у Польщі, на якому зіграв у трьох матчах і дійшов з командою до стадії чвертьфіналу.

## Титули і досягнення
- Переможець Ігор Центральної Америки та Карибського басейну: 2018
- Бронзовий призер Південноамериканських ігор: 2018